# فارنر
فارنر یا فارینر (به انگلیسی: Foreigner) گروه موسیقی راک بریتانیایی/آمریکایی است که در سال ۱۹۷۶ در نیویورک توسط میک جونز شکل گرفت، و امروزه به‌عنوان یکی از معروفترین و محبوبترین گروه‌های موسیقی در آمریکا محسوب می‌شود. خواننده مشهور این گروه لو گرم نام داشت.